# Isabel de Urgel, Duquesa de Coimbra
Isabel de Urgel (em catalão:  Elisabet de Urgell; em castelhano:  Isabel de Urgell; 12 de março de 1409 – 17 de setembro de 1459 ou 1469) foi uma princesa catalã do ramo de Urgel da Casa Real de Aragão.
Casou com o infante Pedro de Portugal, 1.º Duque de Coimbra e regente de Portugal.

## Família
Isabel era a filha de Jaime II, Conde de Urgel (bisneto de Afonso IV de Aragão) e de Isabel de Aragão (filha de Pedro IV de Aragão), sendo a mais velha dos 5 filhos do casal.
O condado de Urgel veio a ser dissolvido em 1413, na sequência da revolta do conde Jaime II contra o novo rei Fernando I de Aragão que, em 1412, pelo Compromisso de Caspe, fora escolhido para suceder no trono de Aragão apesar de Jaime ser o mais próximo e legítimo agnático da Casa de Aragão.
O pai morreu quando estava prisioneiro, em  Xàtiva, no ano de 1433.

## Casamento e descendência
A 12 de setembro de 1428[carece de fontes?], em Alcolea de Cinca, Isabel casou com infante D. Pedro,  Duque de Coimbra, o segundo filho varão do rei João I de Portugal. Deste casamento nasceram 7 filhos:
1. Pedro de Coimbra (1429-1466), 5º Condestável de Portugal, de 1463 a 1466 foi aclamado Conde de Barcelona (Pedro IV, rei Pedro V de Aragão, Pedro III de Valência).
2. João de Coimbra, Príncipe de Antioquia (1431-1457), casou com Carlota de Lusignan, Rainha de Chipre.
3. Isabel de Coimbra (1432-1455), rainha de Portugal pelo seu casamento com D. Afonso V.
4. Jaime de Portugal (1434-1459), cardeal e arcebispo de Lisboa.
5. Beatriz de Coimbra (1435-1462), casou com Adolfo de Cleves, senhor de Ravenstein.
6. Filipa, infanta de Portugal (1437-1493), solteira, tia de D. João II, a quem criou e a quem serviu de segunda mãe.

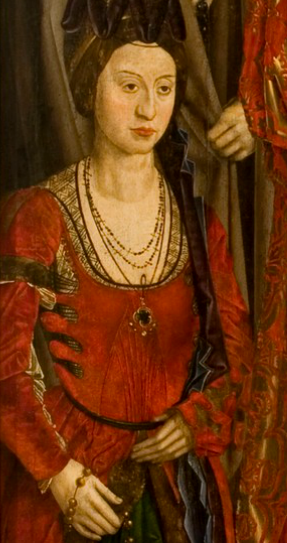
Isabel de Coimbra, rainha de Portugal, filha mais velha de Isabel de Urgel, cujos esforços foram fundamentais para a reabilitação da família.

7. Catarina (c.1449 - 1462/66)[2]

## Regência de D. Pedro
O infante D. Pedro, Duque de Coimbra, foi regente de Portugal a partir de 1439, tendo preparado o casamento do jovem rei, seu sobrinho, Afonso V de Portugal, com a própria filha, Isabel de Coimbra em 1447. Mas no decurso da sua regência, também arranjou inimigos poderosos, entre os quais o seu meio irmão Afonso, o 1.º duque de Bragança, e origem da Casa de Bragança que, intrigando junto do jovem rei, acabou por afastar do poder o regente D. Pedro. 
Os conflitos na família real portuguesa foram agravados pela disputa pela coroa de Aragão: enquanto a rainha Leonor de Aragão era filha de Fernando de Antequera, Isabel era filha de Jaime de Urgel, e os dois disputavam a coroa daquele país após a morte, sem geração, do rei Martim I de Aragão. Assim, a rainha D. Leonor, nutria forte inimizade para com a cunhada.
O antagonismo não parou de aumentar atirando Portugal para a guerra civil. Pedro, acabou por ser morto na Batalha de Alfarrobeira em 20 de maio de 1449, e a sua família foi, de imediato, perseguida.
Em 1444 Isabel terá encomendado uma cópia do Livro da Vita Christi de Ludolfo da Saxónia, em latim.

## Viuvez e morte
Assim que D. Pedro morreu, Isabel e as suas filhas Beatriz, Filipa e Catarina tiveram que fugir, sendo forçadas a esconderem-se das perseguições que logo lhes foram movidas, enquanto os outros filhos foram exilados no estrangeiro: o Condestável Pedro, foi para Castela; João, Jaime e Beatriz para o Ducado de Borgonha, onde a sua tia, Isabel, Duquesa de Borgonha os recebeu e protegeu. Junto de Isabel manteve-se apenas a sua filha Catarina, ainda criança e falecida antes de 16 de dezembro de 1466. As ameaças do poderoso Duque de Borgonha associadas às súplicas da filha do infante D. Pedro, a jovem rainha Isabel de Coimbra, que pedia ao seu marido misericórdia para a sua família, acabaram por apaziguar o rei.
Contra os conselhos dos Braganças, Afonso V cedeu parcialmente e, em 1450, autorizou a duquesa-viúva Isabel de Urgel a residir em Montemor-o-Velho e Tentúgal, enquanto Filipa foi autorizada a ir para o Mosteiro de Odivelas, embora, depois, viesse a ser autorizada a juntar-se à mãe.  Contudo, ela continuou a ser ameaçada pelos Braganças - Afonso de Bragança, Marquês de Valença tentou por diversas vezes privar a duquesa-viúva da sua residência, e só as contínuas súplicas da rainha sensibilizaram Afonso V a interceder em seu nome.
Isabel de Coimbra aproveitou a boa disposição do rei após o nascimento do herdeiro real, batizado com o nome de João (futuro rei João II de Portugal), em maio de 1455, para alcançar uma completa e final reabilitação da restante família. O rei autorizou que os restos mortais do infante D. Pedro fossem trasladados para a necrópole da Dinastia de Aviz, o Mosteiro da Batalha, e a Isabel, duquesa viúva de Coimbra, foi atribuída uma pensão real durante o resto da sua vida.
Isabel de Urgel testou em 16 de dezembro de 1466 e morreu a 17 de setembro de 1459 ou 1469, no Mosteiro de Santa Cruz, em Coimbra.  Os seus restos mortais foram trasladados para o Mosteiro da Batalha, para junto do túmulo do marido, entretanto reabilitado.